# عبدالله شهبازی

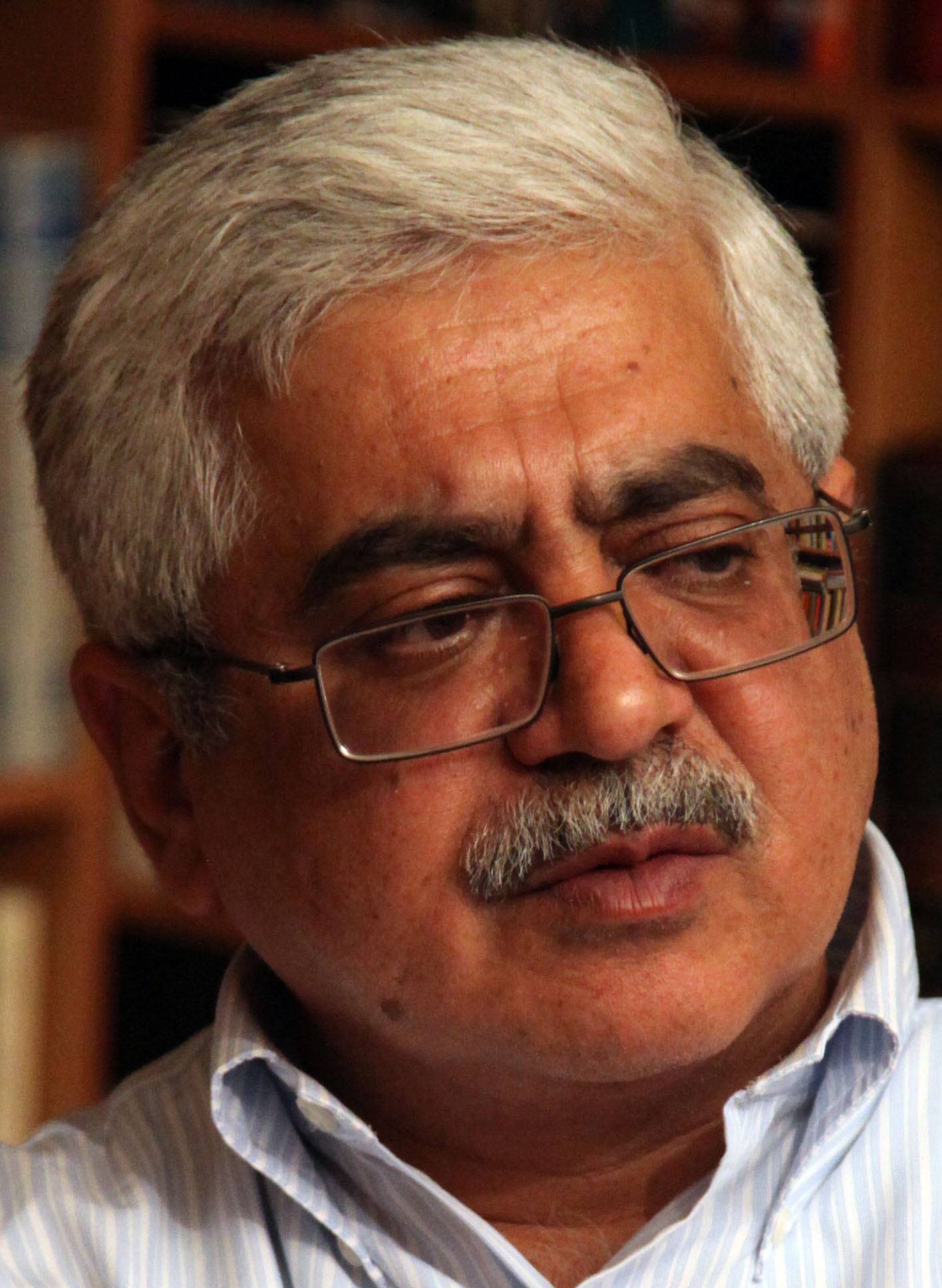
شهبازی در ۱۳۹۳

عبدالله شهبازی (زادهٔ ۱۳۳۴ در شیراز) استاد علوم سیاسی و پژوهش‌های تاریخی است. او (که جزو توابین زندان بوده) به مدت یک دهه مدیریت مؤسسهٔ مطالعات و پژوهش‌های سیاسی، وابسته به وزارت اطلاعات جمهوری اسلامی ایران را به عهده داشت.

## زندگی و سمت‌ها
عبدالله شهبازی در سال ۱۳۳۴ در شهر شیراز به دنیا آمد. پدرش حبیب‌الله شهبازی رئیس طوایف کوهمره سرخی و از مالکینی بود که در جریان اصلاحات ارضی در سال ۱۳۴۲ علیه حکومت پهلوی یاغی‌گری کرد و تیرباران شد. پدر عبدالله شهبازی در زمان حیاتش اعلامیه‌ای نیز خطاب به خمینی در سال ۴۲ نوشته بود. از سال ۱۳۴۸ وارد محافل مذهبی- سیاسی انقلابی و هوادار خمینی شد و از شاگردان محی‌الدین حائری شیرازی بود. در تابستان ۱۳۴۹ در چهارده سالگی برای نخستین بار به اتهام پخش اعلامیه مرجعیت خمینی در مجلس ختم محسن حکیم (مسجد نو شیراز) دستگیر شد. وی پس از دو بازداشت دیگر در سال‌های ۱۳۵۰ و ۱۳۵۱، سرانجام در تابستان ۱۳۵۲ در سن ۱۸ سالگی به اتهام عضویت در گروهی با مرام ضدیت با مقام سلطنت به یک سال و نیم زندان محکوم شد. شهبازی در زندان، تحت تأثیر محمدعلی عموئی و عباس حجری و تقی کی‌منش به حزب توده ایران گرایش یافت. او پس از آزادی از زندان در سال ۱۳۵۴ وارد دانشکده علوم اجتماعی دانشگاه تهران شد.
از این زمان تا پیروزی انقلاب ۵۷، شهبازی به تشکیل یک گروه مخفی با نام «پیگیر» پرداخت و با نورالدین کیانوری، که در آن زمان دبیر دوم و مسئول تشکیلات داخل کشور حزب توده بود، در برلین شرقی ارتباط برقرار کرد. گروه شهبازی، پس از سازمان نوید، دومین گروه مهم مخفی حزب تودهٔ ایران در داخل ایران به‌شمار می‌رفت.
پس از پیروزی انقلاب، شهبازی به عنوان عضو هیئت اجرائیه و سپس یکی از سه دبیر سازمان جوانان حزب تودهٔ ایران منصوب شد و به عضویت هیئت تحریریه مجله دنیا، نشریه تئوریک کمیتهٔ مرکزی حزب تودهٔ ایران نیز درآمد. در سال ۱۳۶۱ شهبازی ۲۷ ساله، مسئول شعبه کل انتشارات، معاون شعبه مرکزی آموزش، مسئول شعبه آموزش تهران و مسئول نشریه داخلی تئوریک حزب تودهٔ ایران بود.
در جریان دستگیری رهبران و کادرهای حزب تودهٔ ایران توسط واحد اطلاعات سپاه پاسداران انقلاب اسلامی در ۱۷ بهمن ۱۳۶۱، شهبازی نیز دستگیر ولی پس از تواب‌شدن، مورد عفو قرار گرفت و آزاد شد.
شهبازی از اوایل دهه ۱۳۶۰ در عرصه تحقیقات مردم شناختی، تاریخی و سیاسی فعال بود. در سال ۱۳۶۷ مؤسسه مطالعات و پژوهش‌های سیاسی را بنیان نهاد و به مدت یک دهه اداره امور پژوهشی این مؤسسه را به دست داشت. او در سال ۱۳۷۴، به دستور سید علی خامنه‌ای، مرکز اسناد بنیاد مستضعفان و جانبازان را تحویل گرفت و آن را با نام مؤسسه تخصصی مطالعات تاریخ معاصر ایران تجدید سازمان داد. او در این مؤسسه فصلنامه تخصصی تاریخ معاصر ایران و ده‌ها طرح پژوهشی از جمله «فهرست نمایه مطبوعات ایران در دوره قاجاریه»، «دانشنامه ایلات و طوایف ایران» و «روزشمار تاریخ ایران در دوره قاجاریه» را طراحی کرد.
شهبازی در هفتمین انتخابات ریاست جمهوری ایران حامی سید محمد خاتمی  و در انتخابات نهم ریاست جمهوری از حامیان محمود احمدی‌نژاد بود. در انتخابات دهمین دوره ریاست جمهوری هم پس از دیدار با میرحسین موسوی، با نگارش یادداشتی به تجلیل از وی پرداخت و در ۱۱ اسفند ۱۳۸۷، اندکی پیش از اعلام رسمی نامزدی موسوی، حمایت خود را از او اعلام کرد.
از شهبازی چند نوشتار و مصاحبه در دانشنامه‌ها و مطبوعات ایران منتشر شده‌است. دو کتاب خاطرات منتشر شده پس از انقلاب (خاطرات ارتشبد حسین فردوست، رئیس دفتر ویژه اطلاعات محمدرضا شاه پهلوی و خاطرات نورالدین کیانوری، دبیر اول حزب توده ایران) ویراسته او است. مهمترین کتاب وی «زرسالاران» است که پنج جلد آن منتشر شده و در مهر ۱۳۸۸ در وبگاه شهبازی نشر اینترنتی یافته. این کتاب در سال ۱۳۸۵ به عنوان «کتاب سال» برگزیده شد.

## افشاگری و دیدگاه‌ها

### جنجال زمین‌خواری در فارس
روز ۲۲ آذر ۱۳۸۶، شهبازی با ایراد سخنانی در دانشگاه شیراز برخی از مسئولان شهر شیراز را زمین‌خوار نامید. وی با انتشار اسنادی در وبگاه خود و به شکل لوح فشرده اقدام به افشاگری علیه محی‌الدین حائری شیرازی، امام جمعه و نماینده ولی فقیه در شیراز، نموده و حائری شیرازی و فرزندانش و برخی از مقامات محلی در استان فارس را به زمین خواری متهم کرد. سردار عبدالعلی نجفی از فرماندهان سپاه فارس، فرمانده سابق بسیج این استان و فرمانده فعلی سپاه «انصار المهدی» از جمله دیگر کسانی بود که توسط شهبازی به فساد مالی و زمین خواری متهم شدند، شهبازی همچنین مصطفی پور محمدی وزیر سابق کشور را به زمینه‌سازی تشکیل مافیای نفتی و روح‌الله حسینیان از مقامات سابق امنیتی، از دوستان سعید امامی و نماینده فعلی مجلس شورای اسلامی را به بهایی بودن متهم نمود. در روز نخست از دی ماه همان سال شعبه نهم دادسرای شیراز، شهبازی را به دادگاه فراخواند و شعبه ۵ اداره آگاهی نیروی انتظامی شیراز (ویژه رسیدگی به پرونده‌های قتل) به عنوان مرجع رسیدگی به پرونده تعیین شد. در پاسخ به سخنان شهبازی در دانشگاه شیراز، سازمان منابع طبیعی نیز وی را زمین‌خوار نامید.
شهبازی برای پاسخ به این اتهامات در ۸ فروردین ۱۳۸۷ کتابی اینترنتی ۱۴۶۱ صفحه‌ای با عنوان «زمین و انباشت ثروت: تکوین الیگارشی جدید در ایران امروز» بر روی وبگاه شخصی خود قرار داد.

### نظر دربارهٔ قتل‌های زنجیره ای
عبدالله شهبازی معتقد است سعید امامی به همراه دیگر متهمین به هیچ جناحی وابستگی حقیقی نداشته بلکه او از عوامل سابق ساواک در ایران و اف‌بی‌آی در آمریکا بوده که در دوره انقلاب اسلامی از یک سازمان دانشجویی کمونیستی در آمریکا خارج و وارد انجمن اسلامی دانشجویان ایرانی آمریکا می‌شود تا بتواند با تظاهر به مذهب بعداً به عنوان نفوذی سرویس‌های جاسوسی غربی در انقلاب اسلامی عمل کند. هدف او به تبعیت از سرویس‌های غربی از این قتل‌ها، ایجاد جنگ داخلی در ایران و ضربه زدن به حیثیت جمهوری اسلامی و دستگاه اطلاعات ایران بوده‌است. او با ذکر نتایج تکان‌دهندهٔ تحقیقات تیم اول پیگیر پرونده قتل‌های زنجیره‌ای که دال بر انحراف جنسی امامی و شرکت او در محافل شیطان‌پرستی و سفرهای محرمانه‌اش به اسرائیل بوده‌است، معتقد است انتشار ناقص فیلم‌های بازجویی از همسر او و همچنین قتل امامی، به وسیله عوامل نفوذی همکار او با هدف جلوگیری از لو رفتن ارتباطات خارجی آن‌ها انجام شده‌است. او بدین ترتیب نظر رهبر ایران را در رابطه با عوامل اصلی قتل‌ها تأیید می‌کند. او همچنین معتقد است حادثهٔ ترور میکونوس نیز با طراحی او و با هدف جلوگیری از عادی‌سازی روابط ایران با دولت آلمان و حزب دموکرات کردستان انجام شده‌است.
در مقابل اکبر خوشکوش، دوست سعید امامی، این روایت شهبازی را داستان‌سرایی می‌خواند و می‌گوید که شهبازی «برای سرپوش گذاشتن به روی جنایت و شکنجهٔ بعضی از مدیران وزارت اطلاعات که دستگیر شده بودند شروع کرد یک کیس بنام اسراییل و بهایت درست کردن و انحراف از قتل‌های زنجیره‌ای را داستان‌های فروانی سرودن و عاملین شکنجه و قتل‌ها را تبرئه و شکنجه شده‌ها را عامل اسراییل و به بهایت چسباند.»

### نظرات وی پیرامون انفجار شیراز
مقامات دولتی پس از انکار اولیه بمب‌گذاری ۱۳۸۷ در شیراز، پس از چندی بمب‌گذاری را تأیید و اعلام کردند که ۱۲ مظنون را پیش از منفجر کردن کنسولگری روسیه در رشت و چند مکان مذهبی دیگر در قم دستگیر کرده‌اند. شهبازی با بیگناه خواندن افراد بازداشت شده و با یادآوری اطلاعات پیرامون عملکرد سعید امامی (معاون امنیتی وزارت اطلاعات در دولت اول هاشمی رفسنجانی) مدعی شد که در این مورد نیز همچون بمب‌گذاری در حرم علی بن موسی، وزارت اطلاعات در حال پرونده‌سازی برای افراد بیگناه و منحرف کردن پرونده از مسیر واقعی خود است. وی همچنین تصاویری از دو تن از دستگیرشدگان (فرامرز شیخ‌الاسلامی و محمد شاه قطبی) که از سوی وزارت اطلاعات «سلطنت طلب» نامیده شده بودند، را در وبگاه خود منتشر ساخت.

## بازداشت
وی ۲۹ خرداد ۱۳۸۷ به دلیل مطالبی که در رابطه با زمین‌خواری و ارتباط مقامات دولتی در استان فارس با این موضوع نگاشته بود بازداشت گردید. و با وثیقه یکصد میلیون تومانی یکروز بعد آزاد شد. خبرگزاری رسمی جمهوری اسلامی ایرنا، علت بازداشت وی را شکایت شخصی سردار عبدالعلی نجفی، فرمانده سابق بسیج استان فارس و فرمانده فعلی سپاه انصارالمهدی که حفاظت از محمود احمدی‌نژاد و سایر شخصیت‌های دولتی را بر عهده دارد، اعلام نمود. با اینحال دستگیری شهبازی در زمانی انجام شد که سخنگوی قوه قضائیه مدت کوتاهی پیش از آن از صدور حکم بازداشت ۱۱ تن از حامیان پشت پرده و محرکان عباس پالیزدار خبر داده بود.

## ادعای ترور نافرجام
شهبازی در ۱۸ تیر ۱۳۸۷ طی نامه‌ای به محمود احمدی‌نژاد مدعی شد در یکی از خیابان‌های شیراز چند خودرو قصد ترور وی را داشته‌اند.

## دادگاه و زندان
در پی شکایت افرادی چون عبدالعلی نجفی، فرمانده سابق «سپاه انصار المهدی» که توسط عبدالله شهبازی به همکاری با حائری شیرازی در زمین خواری در استان فارس متهم شده بود، پرونده‌ای برای شهبازی در تاریخ ۷ آذر ۱۳۸۹، در دادگاه باز شد. این اتهامات در کتاب «زمین و انباشت ثروت: تکوین الیگارشی جدید در ایران امروز» عنوان شده بود.
در ۲۷ اسفند ۱۳۸۷ اولین جلسه دادگاه شهبازی به خاطر نگارش کتاب «زمین و انباشت ثروت: تکوین الیگارشی جدید در ایران امروز» در دادگاه عمومی جزایی شیراز آغاز شد. وی در دادگاه بدوی به اتهام «تهمت و افترا و توهین و نشر اکاذیب» به پنج ماه حبس تعزیری محکوم شد که درخواست تجدید نظر کرد. شعبه ۱۶ دادگاه تجدیدنظر شیراز مجازات او را به هفده ماه زندان قطعی تشدید کرد.
شهبازی در وب سایت خود ضمن انتقاد از حکم صادر شده نوشت که دادگاه تجدید نظر حتی او را برای شنیدن دفاعیاتش احضار نکرده‌است. وی در ادامه ضمن دفاع از محتویات کتاب «زمین و انباشت ثروت» نوشت: «اگر محکمه صالحه‌ای به‌طور علنی برگزار می‌شد از بند بند مندرجات کتابم دفاع می‌کردم و از جمله نقش مخرب آقای حائری و کارگزاران او، از جمله سردار عبدالعلی نجفی، را در گسترش تباهی و فساد اقتصادی و اخلاقی در فارس ثابت می‌کردم. افسوس، که برخی مقامات متنفذ قضایی فارس با کانون‌های فاسد مالی، که در کتاب من نام‌شان ذکر شده، پیوند عمیق دارند و در سه سال اخیر این امر برایم به یقین بدل شده‌است.»
روز دوشنبه (۳۰ آبان ۱۳۹۰) / (۲۱ نوامبر ۲۰۱۱)، شهبازی بازداشت و فردای آن روز به زندان عادل آباد شیراز تحویل داده شد.
در روز شنبه، ۱۸ شهریور ۱۳۹۱/ ۸ سپتامبر ۲۰۱۲، عبدالله شهبازی پس از طی بیش از نیمی از دوره محکومیت خود یعنی ۹ ماه و ۱۹ روز آزاد شد.

## نظرات دیگران
هوشنگ شهابی، استاد دانشگاه بوستون، در مورد کتاب شهبازی با عنوان «زرسالاران یهودی و پارسی استعمار بریتانیا و ایران» چنین می‌نویسد:
اعتقاد به توطئه جهانی و توطئه منطقه‌ای در کتابی چند جلدی در تاریخ جهان به قلم عبدالله شهبازی گرد هم می‌آیند. این کتاب با خیزش غرب آغاز می‌شود و به تحلیل گسترش اثرگذاری غرب در جهان بر اساس نظریات توطئه‌آمیز منتسب به یهودیان و فراماسون‌ها می‌پردازد… توهم توطئه بنیاد گرایانه، زرتشتیان را نیز مورد هجمه قرار می‌دهند. کانال ارتباطی این اقلیت با استکبار جهانی این‌گونه برقرار می‌شود که اول نیّات پلیدی به زرتشتیان هندی (که مورد حمایت انگلیس بودند) منتسب می‌شود و بعد از آن زرتشتیان ایران به هم مذهبان هندی خود پیوند داده می‌شوند.
اما عبدالله شهبازی، در مقدمه کتاب خود نظریه توطئه یهود و خوانش‌های تکفیری از اثر او علیه کل یهودیان و زرتشتیان را اشتباه خوانده و رد کرده‌است و ارادت خود را به آیین موسی و دین زرتشت ابراز داشته‌است. او همچنین با انتشار کتابی با نام «نظریه توطئه و فقر روش‌شناسی در تاریخ‌نگاری معاصر» در سال ۱۳۹۲، به بحث‌ها و انکارها در مورد این نظریه پاسخ داد. به عقیدهٔ او نظریه توطئه، مفهومی است که کارکرد جدلی و تبلیغاتی وسیعی پیدا کرده‌است. بعضی از آن برای توجیه پدیده‌های سیاسی که قاصر از تبیین آن هستند استفاده می‌کنند و بدین صورت به «توهم توطئه» دچار می‌شوند، و برخی دیگر به‌طور کلی ایدهٔ هر گونه نقش‌آفرینی استعمار و کانون‌های قدرت جهانی در تحولات سیاسی را به عنوان توهم توطئه رد می‌کنند، گوئی هیچ وقت هیچ توطئه‌ای در عالم سیاست وجود ندارد. به عقیدهٔ او این کار از طریق ساده‌سازی و مبتذل‌سازی این نظریه انجام می‌شود.

## آثار
- بیشتر بدانیم: مبانی دانش انقلابی برای نوآموزان (۱۳۶۰)
- ایل ناشناخته – پژوهشی در کوه نشینان سرخی فارس (۱۳۶۶)
- کودتای نوژه(۱۳۶۷)
- شناخت و سنجش مارکسیسم (احسان طبری) (۱۳۶۸)
- مقدمه‌ای بر شناخت ایلات و عشایر (۱۳۶۹)
- ظهور و سقوط سلطنت پهلوی در دو جلد:جلد اول: خاطرات ارتشبد سابق حسین فردوست، جلد دوم: جستارهایی از تاریخ معاصر ایران(۱۳۶۹)
- حزب توده: از شکل‌گیری تا فروپاشی، ۱۳۲۰–۱۳۶۸ (جلد اول ۱۳۷۰، متن کامل بدون ذکر نام نویسنده، ۱۳۸۷)
- خاطرات نورالدین کیانوری (۱۳۷۱)
- خاطرات ایرج اسکندری (۱۳۷۲)
- مطالعات سیاسی [مجموعه مقالات در دو جلد] (۱۳۷۰، ۱۳۷۲)
- نظریه توطئه، صعود سلطنت پهلوی و تاریخ‌نگاری جدید در ایران (۱۳۷۷)
- زرسالاران یهودی و پارسی، استعمار بریتانیا و ایران (۵ جلد، ۱۳۸۳–۱۳۷۷). شهبازی مکرراً وعده داده که جلدهای بعدی این مجموعه را در زمان مناسب منتشر خواهد کرد.
- یادداشت‌های روزانه حسین میرممتاز: زندگی روزمره در ایران زمان رضا شاه (۱۳۷۲، ۱۳۸۳)
- زندگی و زمانه علی دشتی (۱۳۸۶)
- زمین و انباشت ثروت: تکوین الیگارشی جدید در ایران امروز (۱۳۸۷)
- کودتای بیست و هشت مرداد (۱۳۸۷)
- مریمیه: از فریتیوف شوان تا سید حسین نصر. ویرایش اول: نشر اینترنتی (۱۳۹۲)، ویرایش دوم: نشر چاپی (۱۳۹۳)
- نظریه توطئه و فقر روش‌شناسی در تاریخ‌نگاری معاصر ایران (۱۳۹۳)
- دین و دولت در اندیشه سیاسی (۱۳۹۴)
- سرویس‌های اطلاعاتی، فرقه‌های رازآمیز و ایران (۱۳۹۷)
- مقاله «اولین و دومین زندان من»، مجله طنز سه‌نقطه، ش۳۸.